# جام گل
به مجموعه گلبرگ‌ها کاسه گل می‌گویند که اغلب به رنگ‌های روشن مثل سرخ، زرد و غیره دیده می‌شود. شکل و رنگ گلبرگ ها سبب جلب حشرات گرده افشان به گل می‌شود. کار دیگر جام گل پوشش و محافظت از اندام های زاینده (پرچم ها و مادگی) میباشد. جام گل از مجموعه گلبرگ‌هایی است که در یک یا چند حلقه در کنار هم قرار گرفته‌اند.